# Alternative death metal
L'alternative death metal è un sottogenere dell'heavy metal che fonde alternative metal con alcune sonorità death metal (come il growl).
I pionieri di queste sonorità sono i  Coal Chamber, in particolare con l'album di debutto omonimo Coal Chamber.
Anche gli Slipknot, in particolare per i primi tre album Mate. Feed. Kill. Repeat., Slipknot e Iowa hanno contribuito alla creazione di questo genere.
Le Kittie possono essere definite anche loro pioniere del genere, con l'album di debutto Spit.